# Jacques-Eugène Armengaud
Pour les articles homonymes, voir Armengaud.
Jacques-Eugène Armengaud (né le 25 octobre 1810 à Ostende et mort le 23 janvier 1891 à Saint-Cloud) est un ingénieur et professeur de génie mécanique du Conservatoire national des arts et métiers, qui a fondé en 1851 avec son frère et dirigé la revue Le génie industriel. Ses manuels ont connu de multiples rééditions, en français comme en anglais : ils ont contribué à diffuser le dessin industriel moderne et la notion de design.

## Biographie

### Carrière
Diplômé de l’École des arts et métiers de Châlons-sur-Marne où il a été élève de C.-N. Leblanc, il travaille d'abord avec son frère Charles (1813–1893) pour le Bureau des patentes à Paris tout en exerçant une activité libérale de consultant. Armengaud obtient la chaire de génie mécanique au Conservatoire national des arts et métiers de Paris (CNAM), tout en étant associé d'une usine de machines à vapeur. Il écrit plusieurs traités sur la conception et l'architecture des moteurs et des machines, hydrauliques ou à vapeur, qui jouent un rôle important dans la diffusion des pratiques. Il est rédacteur en chef de Publication industrielle des machines.

### LeNouveau cours raisonné de dessin industriel(1851)

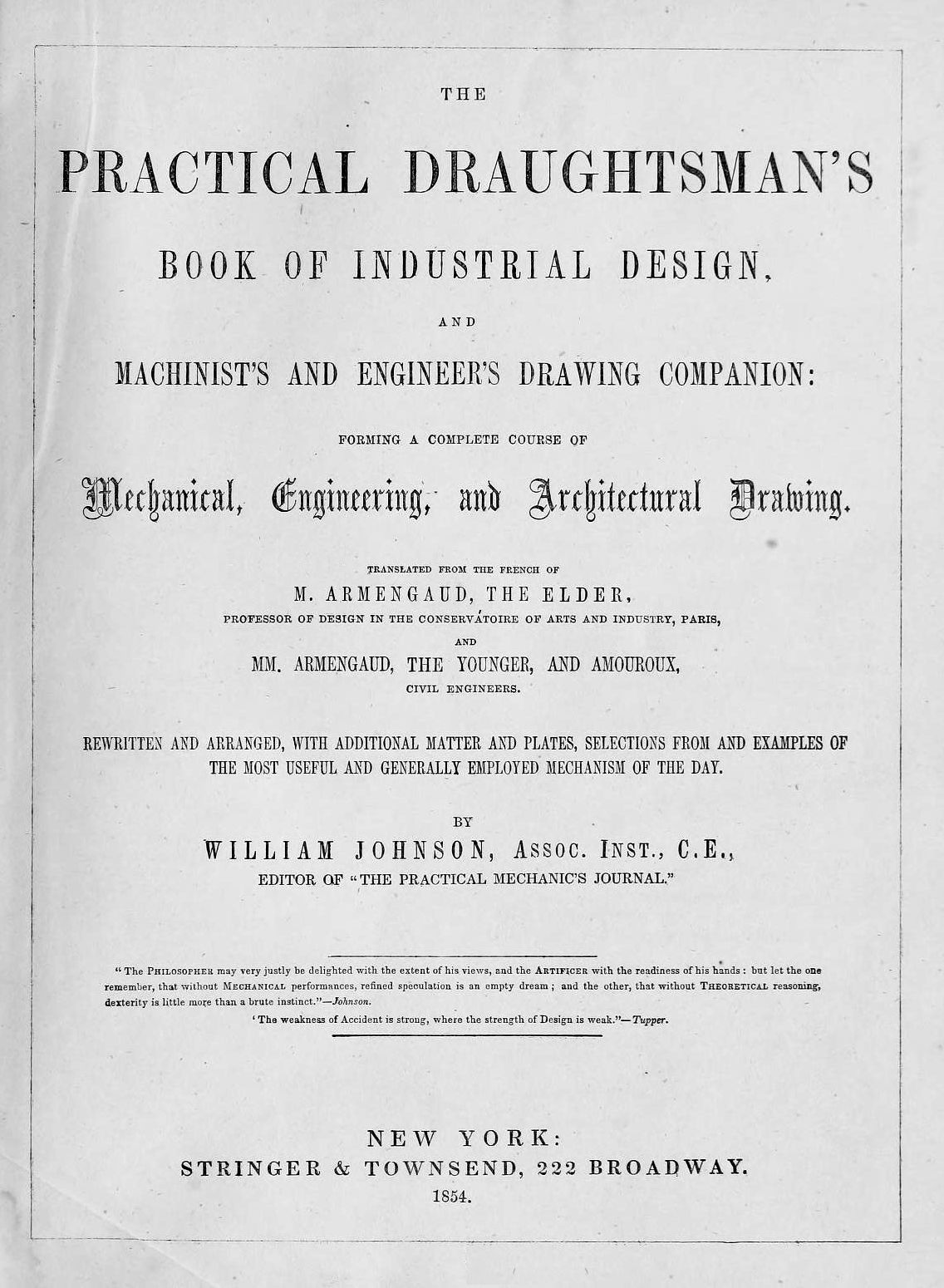
Première édition en anglais du Nouveau cours raisonné (1854).

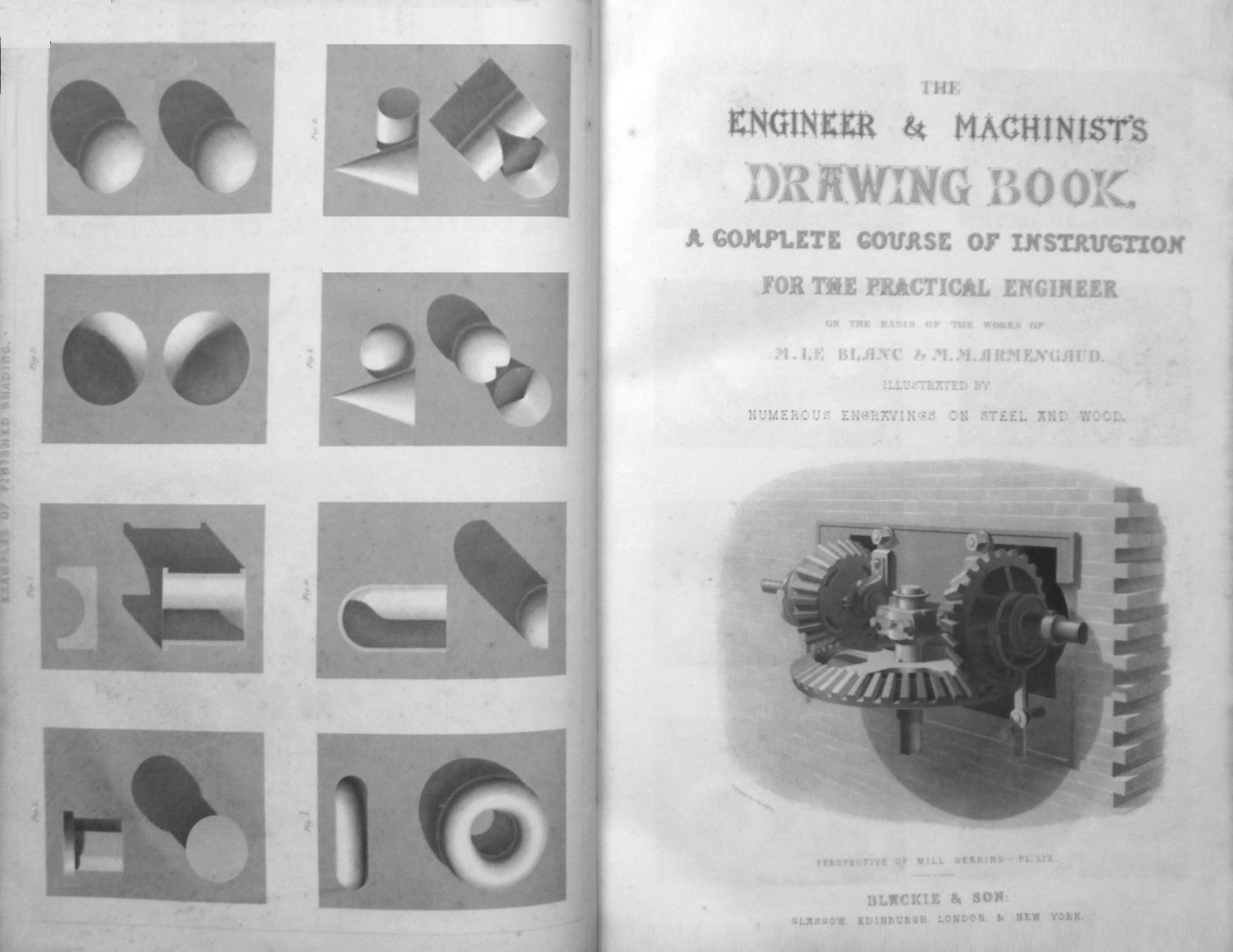
Planches sur la perspective (éd. anglaise de 1860).

L'ambition de cet ouvrage des frères Armengaud, presque immédiatement traduit en anglais sous le titre The Practical Draughtsman's Book of industrial design, est d'offrir au public une référence englobant tout à la fois le dessin technique, les schémas de mécanismes et le dessin d'architecture : selon les auteurs, en effet, ces trois formes de graphisme pouvaient être regroupés sous une discipline nouvelle, le dessin industriel, ainsi défini en préface :

« Le dessin industriel est appelé à devenir un langage universel : de première nécessité dans un siècle d'industrie comme le nôtre, son étude devient partout aussi exigible que les connaissances les plus indispensables (...) il ne se borne pas au simple tracé plus ou moins correct de lignes droites ou circulaires comme l'idée en est généralement répandue chez un grand nombre de personnes ; mais ayant pour but la représentation complète et exacte des objets, il embrasse à la fois l'agencement et la combinaison des organes entre eux, ainsi que leur disposition intérieure, le jeu de toutes les parties actives. »

— Armengaud et al., 'Nouveau cours raisonné de dessin industriel (1851)
Les auteurs donnent plus loin le plan suivi :

« Ce traité comprend : le dessin linéaire proprement dit, les études de projections, les tracés d'engrenages et d'excentriques, les études d'ombres et de lavis, les projections obliques, la perspective vulgaire et exacte ; chaque partie est accompagnée d'applications spéciales à la mécanique, à l'architecture, à la fonderie, à la charpente, à la menuiserie, à la chaudronnerie, à l'hydraulique et à la construction des machines à vapeur et des moulins. Nous avons tenu compte, dans la disposition de cet ouvrage, du peu d’attrait que les élèves ont généralement à dessiner les principes élémentaires, et, à cet effet, nous avons ajouté l'intérêt à l'étude, en faisant suivre chaque problème géométrique d'un exemple choisi pour en faciliter l'intelligence et en démontrer l'utilité. »

— Armengaud et al., 'Nouveau cours raisonné de dessin industriel (1881)
Parmi les exemples donnés dans l’édition anglaise de 1860, on trouve le pont suspendu Nicolas, œuvre de Charles Blacker Vignoles, représenté par John Cooke Bourne.
Ce Nouveau cours raisonné paraît à une époque (le milieu du XIXe siècle) où de nouveaux types de manuels, destinés aux inventeurs autodidactes, fleurissent. Le livre des frères Armengaud contribue à diffuser les standards du dessin technique en France comme dans tout le monde anglophone : ses principaux partisans en Angleterre sont Robert Scott Burn et William S. Binns. Selon Romans (2005), la version anglaise (The practical draughtsman's book of industrial design) est certainement l'ouvrage le plus répandu sur la question ; il ne cesse d'être imité dans les décennies suivantes.
Aux États-Unis, le principal représentant du dessin industriel est Walter Smith (1836 - 1886), qui exerce une forte influence sur ce qui va devenir le design.

## Œuvres choisies[10]
- Jacques-Eug. et Ch. Armengaud. L'industrie des chemins de fer ou dessins et descriptions des principales machines locomotives...,  Mathias, 1839
- Jacques-Eugène Armengaud aîné. Publication industrielle des machines, outils et appareils les plus perfectionnés et les plus récents employés dans les différentes branches de l'industrie française et etrangère, Paris : L. Mathias, 1841.
- Jacques-Eugène Armengaud aîné. Nouveau cours raisonné de dessin industriel appliqué principalement à la mécanique et à l'architecture, 1848.
- Eugène Armengaud, Jules Amouroux, Charles Armengaud. Cours élémentaire de dessin industriel à l'usage des écoles primaires. Paris : Bureau de la "Publication industrielle", 1848.
- Jacques-Eugène Armengaud, A Traité théorique et pratique des moteurs hydrauliques, 2 vols, 1858.
- Jacques-Eugène Armengaud. Traité théorique et pratique des moteurs a vapeur, 3 vols. Paris : Claye, 1861-62.
- Jacques-Eugène Armengaud. Le vignole des mécaniciens : essai sur la construction des machines, études des éléments qui les constituent, types et proportions des organes qui composent les moteurs, les transmissions de mouvement et autres mécanismes, Paris : A. Morel & Cie., 1863.
- Jacques-Eugène Armengaud. Publication industrielle des machines, outils et appareils les plus perfectionnés et les plus récents employés dans les différentes branches de l'industrie française et étrangère, 1871.
- Jacques-Eugène Armengaud. Garantie de la propriété industrielle en France et à l'étranger, 1876.
- Jacques-Eugène Armengaud. Instructions pratiques à l'usage des inventeurs, commentaire raisonné des lois qui régissent actuellement les brevets d'invention dans les principaux pays industriels, par Armengaud aîné,..., 1880.